# VC Zonhoven
Volleybalclub Zonhoven, kortweg VC Zonhoven, was een Belgische volleybalclub.

## Historiek
De club werd opgericht in 1946 als VC Zonhoven. In 1986-'87 won de club de Beker van België. In 1996 won de club als Trudo Zonhoven een tweede maal de Beker van België en in 1997 waren ze verliezend finalist. In 1999 hield de club op te bestaan.

## Palmares
- Winnaar Beker van België: 1987 en 1996
- Finalist Beker van België: 1997

## Bekende (ex-)spelers
- Jan De Brandt
- Jef Mol
- Émile Rousseaux
- Wout Wijsmans